# Tromper Wiek

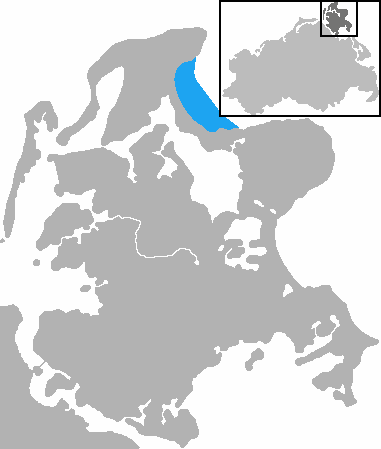
Lage der Tromper Wiek

Die Tromper Wiek ist eine Bucht der Ostsee zwischen den Halbinseln Wittow und Jasmund der Insel Rügen.
Diese Wiek erstreckt sich in weitem Bogen zwischen dem Kap Arkona im Norden, den beiderseits der Schaabe gelegenen Ortschaften Juliusruh und Glowe und der beginnenden Kreidesteilküste der Stubnitz bei Lohme.
Die Behauptung, die Bucht wäre nach dem holländischen Admiral Cornelis Tromp benannt, der in der zweiten Hälfte des 17. Jahrhunderts auch im Dienste Dänemarks und Brandenburgs viele Seeschlachten leitete und auch nach Rügen kam, ist nicht belegt. Dagegen gibt es einen Stich der Lubin’schen Karte Pommerns aus dem Jahr 1618, der belegt, dass die Bucht bereits vor der Geburt des Cornelis Tromp (1629) Trumper Wiek genannt wurde.